# Trachylepis ferrarai
Espèce
Synonymes
- Mabuya ferrarai Lanza, 1978

Trachylepis ferrarai est une espèce de sauriens de la famille des Scincidae.

## Répartition
Cette espèce est endémique des régions côtières du Sud de la Somalie.

## Étymologie
Cette espèce est nommée en l'honneur de Franco Ferrara.

## Publication originale
- Lanza, 1978 : Mabuya ferrarai, a new scincoid lizard from Somalia. Monitore Zoologico Italiano Supplemento, vol. 11, no 12, p. 271-280.